# Professional'nyj Futbol'nyj Klub Central'nyj Sportivnyj Klub Armii 2010
Questa voce raccoglie le informazioni riguardanti il Professional'nyj Futbol'nyj Klub CSKA nelle competizioni ufficiali della stagione 2010. Nelle competizioni UEFA per club e in Coppa di Russia la squadra gioca anche partite nell'anno solare 2011.

## Rosa
| N. |                           | Ruolo | Calciatore         |
| -- | ------------------------- | ----- | ------------------ |
| 1  | Russia (bandiera)         | P     | Sergej Čepčugov    |
| 2  | Lituania (bandiera)       | D     | Deividas Šemberas  |
| 4  | Russia (bandiera)         | D     | Sergej Ignaševič   |
| 6  | Russia (bandiera)         | D     | Aleksej Berezuckij |
| 7  | Giappone (bandiera)       | C     | Keisuke Honda      |
| 8  | Costa d'Avorio (bandiera) | A     | Seydou Doumbia     |
| 9  | Brasile (bandiera)        | A     | Vágner Love        |
| 10 | Russia (bandiera)         | C     | Alan Dzagoev       |
| 11 | Russia (bandiera)         | C     | Pavel Mamaev       |
| 13 | Cile (bandiera)           | C     | Mark González      |

| N. |                                 | Ruolo | Calciatore         |
| -- | ------------------------------- | ----- | ------------------ |
| 14 | Russia (bandiera)               | D     | Kirill Nababkin    |
| 15 | Nigeria (bandiera)              | D     | Chidi Odiah        |
| 21 | Serbia (bandiera)               | C     | Zoran Tošić        |
| 22 | Russia (bandiera)               | C     | Evgenij Aldonin    |
| 24 | Russia (bandiera)               | D     | Vasilij Berezuckij |
| 25 | Bosnia ed Erzegovina (bandiera) | C     | Elvir Rahimić      |
| 26 | Liberia (bandiera)              | C     | Sekou Oliseh       |
| 35 | Russia (bandiera)               | P     | Igor' Akinfeev     |
| 42 | Russia (bandiera)               | D     | Georgij Ščennikov  |
| 89 | Rep. Ceca (bandiera)            | A     | Tomáš Necid        |

## Risultati

### Prem'er-Liga
| Chimki 12 marzo 2010 1ª giornata | CSKA Mosca | 1 – 0 referto | Amkar Perm' | Arena Chimki |

| Chimki 21 marzo 2010 2ª giornata | CSKA Mosca | 0 – 0 referto | Dinamo Mosca | Arena Chimki |

| Machačkala 26 marzo 2010 3ª giornata | Anži | 1 – 2 referto | CSKA Mosca | Stadio Dinamo |

| Chimki 28 aprile 2010 4ª giornata | CSKA Mosca | 0 – 2 referto | Zenit San Pietroburgo | Arena Chimki |

| Vladikavkaz 11 aprile 2010 5ª giornata | Alanija Vladikavkaz | 1 – 3 referto | CSKA Mosca | Respublikanskij stadion Spartak |

| Chimki 17 aprile 2010 6ª giornata | CSKA Mosca | 1 – 1 referto | Lokomotiv Mosca | Arena Chimki |

| Novosibirsk 24 aprile 2010 7ª giornata | Sibir' | 1 – 4 referto | CSKA Mosca | Spartak Stadium |

| Chimki 2 maggio 2010 8ª giornata | CSKA Mosca | 3 – 1 referto | Tom' Tomsk | Arena Chimki |

| Rostov sul Don 6 maggio 2010 9ª giornata | Rostov | 1 – 0 referto | CSKA Mosca | Stadio Olimp-2 |

| Chimki 10 maggio 2010 10ª giornata | CSKA Mosca | 4 – 1 referto | Terek Groznyj | Arena Chimki |

| Kazan' 14 maggio 2010 11ª giornata | Rubin | 0 – 1 referto | CSKA Mosca | Stadio Centrale di Kazan' |

| Chimki 10 luglio 2010 12ª giornata | CSKA Mosca | 1 – 1 referto | Saturn | Arena Chimki |

| Samara 19 luglio 2010 13ª giornata | Kryl'ja Sovetov Samara | 0 – 1 referto | CSKA Mosca | Stadio Metallurg (Samara) |

| Chimki 25 luglio 2010 14ª giornata | CSKA Mosca | 1 – 2 referto | Spartak-Nal'čik | Arena Chimki |

| Mosca 1º agosto 2010 15ª giornata | Spartak Mosca | 1 – 2 referto | CSKA Mosca | Stadio Lužniki |

| Chimki 27 ottobre 2010 16ª giornata | Dinamo Mosca | 0 – 0 referto | CSKA Mosca | Arena Chimki |

| Chimki 15 agosto 2010 17ª giornata | CSKA Mosca | 4 – 0 referto | Anži | Arena Chimki |

| San Pietroburgo 10 novembre 2010 18ª giornata | Zenit San Pietroburgo | 1 – 3 referto | CSKA Mosca | Stadio Petrovskij |

| Chimki 29 agosto 2010 19ª giornata | CSKA Mosca | 2 – 1 referto | Alanija Vladikavkaz | Arena Chimki |

| Mosca 12 settembre 2010 20ª giornata | Lokomotiv Mosca | 1 – 0 referto | CSKA Mosca | Stadio Lokomotiv |

| Chimki 20 settembre 2010 21ª giornata | CSKA Mosca | 1 – 0 referto | Sibir' | Arena Chimki |

| Tomsk 26 settembre 2010 22ª giornata | Tom' Tomsk | 0 – 3 referto | CSKA Mosca | Trud Stadium |

| Chimki 3 ottobre 2010 23ª giornata | CSKA Mosca | 2 – 0 referto | Rostov | Arena Chimki |

| Groznyj 17 ottobre 2010 24ª giornata | Terek Groznyj | 0 – 3 referto | CSKA Mosca | Stadio Sultan Bilimkhanov |

| Chimki 24 ottobre 2010 25ª giornata | CSKA Mosca | 0 – 0 referto | Rubin | Arena Chimki |

| Ramenskoe 31 ottobre 2010 26ª giornata | Saturn | 1 – 1 referto | CSKA Mosca | Saturn Stadium |

| Chimki 7 novembre 2010 27ª giornata | CSKA Mosca | 4 – 3 referto | Kryl'ja Sovetov Samara | Arena Chimki |

| Nal'čik 14 novembre 2010 28ª giornata | Spartak-Nal'čik | 1 – 1 referto | CSKA Mosca | Respublikanskij stadion Spartak |

| Chimki 20 novembre 2010 29ª giornata | CSKA Mosca | 3 – 1 referto | Spartak Mosca | Arena Chimki |

| Perm' 28 novembre 2010 30ª giornata | Amkar Perm' | 0 – 0 referto | CSKA Mosca | Stadio Zvezda |

### Coppa di Russia
| Mosca 14 luglio 2010 Sedicesimi di finale | Torpedo Mosca | 0 – 2 referto | CSKA Mosca | Stadio Ėduard Strel'cov |

| Mosca 28 febbraio 2011 Ottavi di finale | CSKA Mosca | 1 – 0 referto | Šinnik | Stadio Lužniki |

| San Pietroburgo 20 aprile 2011 Quarti di finale | Zenit San Pietroburgo | 0 – 2 referto | CSKA Mosca | Stadio Petrovskij |

| Mosca 11 maggio 2011 Semifinali              | Spartak Mosca        | 3 – 3 (d.t.s.) referto | CSKA Mosca | Stadio Lužniki |
| \| \| \| \| \| \| Tiri di rigore 4 – 5 \| \| |                      |                        |            |                |
|                                              |                      |                        |            |                |
|                                              | Tiri di rigore 4 – 5 |                        |            |                |

| Arbitro: | Vladislav Bezborodov |

|                  |           |          |
| Doumbia 13’, 69’ | Marcatori | 23’ Neco |

### UEFA Europa League
| Arbitro: | Kever |

|                               |           |  |
| Doumbia 13’ 20’ Tošić 48’ 74’ | Marcatori |  |

| Arbitro: | Deaconu |

|          |           |                          |
| Cafú 76’ | Marcatori | 85’ Doumbia 89’ González |

| Arbitro: | Lee Evans |

|  |           |                                            |
|  | Marcatori | 22’ 80’ (rig.) Vágner Love 68’ Ignashevich |

| Arbitro: | Skjerven |

|                                          |           |  |
| Doumbia 72’ 86’ Mark González 84’ (rig.) | Marcatori |  |

| Arbitro: | Schörgenhofer |

|  |           |                           |
|  | Marcatori | 33’ 59’ Doumbia 82’ Necid |

| Arbitro: | de Sousa |

|                         |           |               |
| Honda 47’ Necid 50’ 53’ | Marcatori | 10’ Maccarone |

| Arbitro: | Weiner |

|                                                |           |               |
| Necid 18’ 82’ Oliseh 22’ Tošić 40’ Dzagoev 71’ | Marcatori | 90+2’ Carrupt |

| Arbitro: | Ingvarsson |

|            |           |             |
| Kadlec 44’ | Marcatori | 15’ Dzagoev |

| Arbitro: | Marriner |

|  |           |           |
|  | Marcatori | 29’ Necid |

| Arbitro: | Duhamel |

|                 |           |                |
| Ignashevich 80’ | Marcatori | 67’ Muslimović |

| Arbitro: | Schörgenhofer |

|  |           |            |
|  | Marcatori | 70’ Guarín |

| Arbitro: | Blom |

|                    |           |           |
| Hulk 1’ Guarín 24’ | Marcatori | 29’ Tošić |